# ミキサセトラ

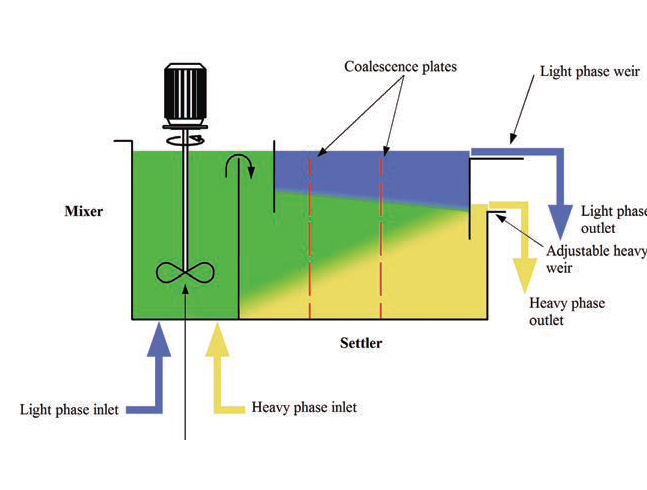
ミキサセトラの模式図

ミキサセトラ（Mixer-settler）は溶媒抽出を行いながら2液に比重分離する装置である。2液を混合するミキサ（混合槽）と、重力により2液を分離するセトラ（沈殿槽）で構成される。精密に分離する必要がある場合には、多段にして用いられる。

## ミキサ
ミキサ（混合槽）には攪拌装置が据え付けてあり、元の溶液と、注目する溶質を抽出するための溶媒がここで混合される。溶液と溶媒をモータなどで駆動される攪拌装置で混合することにより、混合液はエマルション状になる。攪拌装置はエマルション状になった混合液をセトラに汲み上げる役割も果たす。ミキサは複数の混合槽を備える場合があり、一般的な研究室用ミキサセトラでは1槽であるが、銅の精錬など工業的規模のミキサセトラでは3槽備えるものもある。混合槽を複数用意することにより反応時間が長く取れるため、後工程に流れ出る未反応物を少なくすることができる。

## セトラ
セトラ（沈殿槽）では軽質相と重質相の2相を静的なデカンテーションにより分離する。セトラは重力により2相を分離するため緩やかな流れとなるように作られている。また、セトラには凝集板が取り付けられており、エマルション状の混合液を軽質相と重質相に分離するのを助けるようになっている。軽質相はセトラをオーバーフローさせて後段に送られ、重質相は下部の堰から取り出される。各相の比重に合わせて堰の高さを調整することで2相をうまく分離することができる。

## 使用例

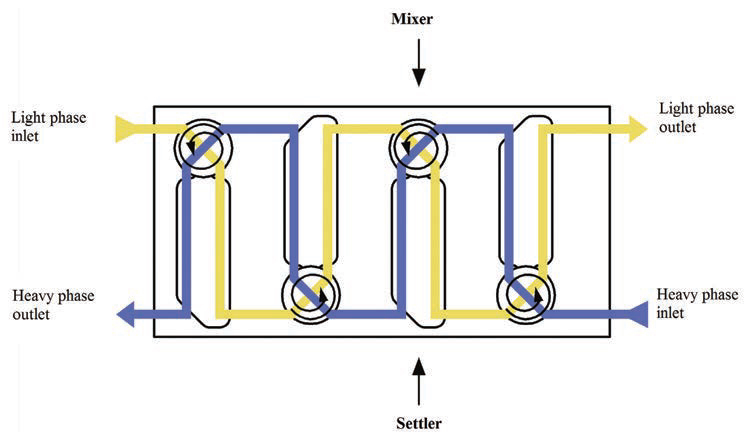
向流多段抽出用のミキサセトラ（4段構成の例）

工業用ミキサセトラは銅、ニッケル、ウラン、ランタノイドやコバルトの湿式製錬に広く利用されている。
向流多段抽出法では、複数台のミキサセトラを混合槽と沈殿槽が交互になる（沈殿槽の出側を次段の混合層の入側になる）ように配置する。これにより、系内の滞留時間が長くなり、比重による分離が容易になる。設置面積は大きくなるが高さ方向はそれほど必要なく、維持管理も混合用モータの交換要否を遠隔監視する程度でよい(Colven, 1956; Davidson, 1957年)。
多段抽出法では、複数台のミキサセトラで以下の各操作を分担して行う。
- 抽出（注目するイオンを水相から有機相に移動させる）
- 洗浄（注目するイオンを含む有機層から不要物を含む水相をすすぎ出す）
- 分離（注目するイオンを有機層から水相に移動させる）

## 銅の場合
焙焼された銅精鉱の場合、希硫酸を用いた堆積浸出法により希薄硫酸銅(II)溶液が得られる。この溶液をミキサセトラに送り、ケロシンを溶媒とした有機相と混合すると、硫酸銅(II)は有機相に抽出される。水相は浸出槽に戻されて銅の浸出に再利用される。
チリの銅鉱山など塩化物濃度が高い環境では、有機相を水で洗浄して不純物を除去する。
有機相に硫酸を加え、銅を有機相から水相に抽出すると、電解精錬に適した硫酸酸性硫酸銅(II)溶液が得られる。

## 訳注
1. ↑  通常、デカンテーションは容器を傾斜させて上澄みだけを流し出すことを指すが、ここでは容器を傾けることなく上澄みだけを流し出すことを指して「静的」と表現している